# Trandafirul negru (serial)
Trandafirul negru (Karagül) este un serial de televiziune turcesc, în care joacă Ece Uslu, Özcan Deniz, Mesut Akusta, Hilal Altınbilek și Serif Sezer. Este creat de Avsar, fiind difuzat pe canalul FOX din Turcia. Serialul a început să fie difuzat la 29 martie 2013. Pe data de 14 iunie 2013 s-a încheiat primul sezon al serialului. Al doilea sezon a început pe data de 20 septembrie 2013, iar la 13 iunie 2014 s-a încheiat. În primul sezon serialul a avut 3-4 puncte de rating, în timp ce în sezonul 2 ratingurile au crescut cu 8 puncte. Scenariul a fost scris de Birgören Erkan Murat Saracoglu.

## Poveste
Acțiunea se desfăsoară într-o atmosferă de poveste în orașul Halfeti, învăluită de aerul trecutului. Se spune că trandafirii crescuți în Halfeti sunt unici, iar dacă sunt tăiați și duși în altă parte își schimbă culoarea, devenind la fel ca toți ceilalți trandafiri.
În rolurile principale joacă Ozcan Deniz, Yavuz Bingol si Ece Uslu, care împărtășesc povestea ce debutează în Istanbul, unde Ebru (Ece Uslu), împreună cu cei trei copii și soțul ei Murat (Ozcan Deniz) duc o viata armonioasă și înstărită.
Intriga începe odată cu falimentul afacerii și plecarea pe ascuns a lui Murat, în Halfeti, orașul lui natal. Plecarea lui Murat marchează începutul coșmarului pentru Ebru și copiii săi. Dupa dispariția soțului, Ebru pleacă pe urmele lui în Halfeti, unde o așteaptă o mare surpriză și este nevoită să îndure tratamentul familiei lui Murat. Deși târziu, Ebru va afla ca întreaga ei viață se bazează pe o minciună. Acest „adevăr” o va costa foarte scump, iar viața ei, bazată pe minciuni, începe sa își găsească răspunsurile.

## Distribuție internațională
| Țară       | Canal            | Data difuzării     |
| ---------- | ---------------- | ------------------ |
| Afganistan | Tolo             | 1 ianuarie 2014    |
| Bulgaria   | TV7              | 03 iunie 2014      |
| Croația    | Nova TV          | 24 august 2014     |
| Georgia    | Imedi TV         | 2014               |
| Irak       | KurdMax          | 2014               |
| Pakistan   | Urdu1            | 14 aprilie 2014    |
| România    | Pro TV, Acasă TV | 15 septembrie 2014 |
| Serbia     | RTV Pink         | 7 decembrie 2015   |
| Spania     |                  | 20 septembrie 2014 |
| Turcia     | FOX              | 29 martie 2013     |
| Ucraina    | 1+1              | 2014               |